# Schizothorax
Genre
Schizothorax est un genre de poissons téléostéens de la famille des Cyprinidae (ordre des Cypriniformes).

## Répartition
Les poissons du genre Schizothorax se rencontrent en Asie centrale et orientale.

## Liste des espèces
Selon World Register of Marine Species (26 juin 2024) :
- Schizothorax argentatus Kessler, 1874
- Schizothorax beipanensis Yang, Chen & Yang, 2009
- Schizothorax biddulphi Günther, 1876
- Schizothorax chivae Arunkumar & Moyon, 2016
- Schizothorax chongi (Fang, 1936)
- Schizothorax cryptolepis Fu & Ye, 1984
- Schizothorax curvifrons Heckel, 1838
- Schizothorax curvilabiatus (Wu & Tsao, 1992)
- Schizothorax davidi (Sauvage, 1880)
- Schizothorax dolichonema Herzenstein, 1889
- Schizothorax dulongensis Huang, 1985
- Schizothorax edeniana McClelland, 1842
- Schizothorax elongatus Huang, 1985
- Schizothorax esocinus Heckel, 1838
- Schizothorax eurystomus Kessler, 1872
- Schizothorax gongshanensis Tsao, 1964
- Schizothorax grahami (Regan, 1904)
- Schizothorax griseus Pellegrin, 1931
- Schizothorax heteri Yang, Zhen, Chen & Yang, 2013[2]
- Schizothorax heterochilus Ye & Fu, 1986
- Schizothorax heterophysallidos Yang, Chen & Yang, 2009
- Schizothorax huegelii Heckel, 1838
- Schizothorax integrilabiatus (Wu et al., 1992)
- Schizothorax kozlovi Nikolskii, 1903
- Schizothorax kumaonensis Menon, 1971
- Schizothorax labiatus (McClelland, 1842)
- Schizothorax labrosus Wang, Zhuang & Gao, 1981
- Schizothorax lantsangensis Tsao, 1964
- Schizothorax lepidothorax Yang, 1991
- Schizothorax leukus Yang, Zhen, Chen & Yang, 2013[2]
- Schizothorax lissolabiatus Tsao, 1964
- Schizothorax longibarbus (Fang, 1936)
- Schizothorax macrophthalmus Terashima, 1984
- Schizothorax macropogon Regan, 1905
- Schizothorax malacanthus Huang, 1985
- Schizothorax meridionalis Tsao, 1964
- Schizothorax microcephalus Day, 1877
- Schizothorax microstomus Hwang, 1982
- Schizothorax molesworthi (Chaudhuri, 1913)
- Schizothorax myzostomus Tsao, 1964
- Schizothorax nasus Heckel, 1838
- Schizothorax nepalensis Terashima, 1984
- Schizothorax ninglangensis Wang, Zhang & Zhuang, 1981
- Schizothorax nudiventris Yang, Chen & Yang, 2009
- Schizothorax nukiangensis Tsao, 1964
- Schizothorax oconnori Lloyd, 1908
- Schizothorax oligolepis Huang, 1985
- Schizothorax parvus Tsao, 1964
- Schizothorax pelzami Kessler, 1870
- Schizothorax plagiostomus Heckel, 1838
- Schizothorax prenanti (Tchang, 1930)
- Schizothorax progastus (McClelland, 1839)
- Schizothorax prophylax Pietschmann, 1933
- Schizothorax pseudoaksaiensis Berg, 1907
- Schizothorax pseudoaksaiensis Herzenstein, 1889
- Schizothorax puncticulatus Zhang, Zhao & Niu, 2019
- Schizothorax raraensis Terashima, 1984
- Schizothorax richardsonii (Gray, 1832)
- Schizothorax rotundimaxillaris Wu & Wu, 1992
- Schizothorax saltans Turdakov, 1955
- Schizothorax sinensis Herzenstein, 1889
- Schizothorax skarduensis Mirza & Awan, 1978
- Schizothorax waltoni Regan, 1905
- Schizothorax wangchiachii (Fang, 1936)
- Schizothorax yunnanensis Norman, 1923
- Schizothorax zarudnyi (Nikolskii, 1897)

Les espèces de l'Ouest sont généralement appelés « marinkas » de leur nom russe « marinka » (маринка ; pluriel : маринки marinki), tandis que les espèces orientales sont généralement appelés « ombles des neiges ». S'ils ressemblent à des truites dans leurs habitudes, ceci est simplement dû à une évolution convergente et ils ne sont nullement étroitement liée à part que les deux sont Teleostei : les cyprinidés sont parmi les téléostéens du super-ordre Ostariophysi, tandis que les truites sont dans le super-ordre protacanthopterygii. Leurs ancêtres ont divergé semble-t-il donc dès le Trias, il y a plus de 200 millions d'années.
Les autres « ombles des neiges » - la plupart sinon la totalité sont vraisemblablement étroitement liée à Schizothorax - se rencontrent dans les genres Diptychus, Ptychobarbus, Schizopyge et Schizopygopsis. Les deux derniers étant auparavant souvent inclus dans le présent genre, et leur délimitation n’est pas encore tout à fait clair. En tout cas, les espèces du genre Schizothorax (et autres « ombles des neiges ») sont à l’heure actuelle toutes liées à ces cyprinidés aux barbillons typiques (Barbus (« barbe ») stricto sensu et des distincts Luciobarbus et Messinobarbus, Carasobarbus, Labeobarbus, Aulopyge, (Barbelgudgeon) et Cyprinion. Ils ont donc été placés dans la sous-famille Barbinae, ce qui est assez paraphyletique cependant, fusionné avec les Cyprininae au moins pour la plus grande partie (y compris les « marinkas »), devenant son synonyme junior .

## Classification
Le nom valide complet (avec auteur) de ce taxon est Schizothorax Heckel, 1838,.
Schizothorax a pour synonymes :
- Aspiostoma Nikolskii, 1897
- Paratylognathus Sauvage, 1880
- Schizothoraichithys
- Schizothoraichthys Misra, 1962

### Étymologie
Le nom générique, Schizothorax, du grec ancien σχιστός, skhistós, « fendu, séparé  », et θώραξ, thốrax, « tronc, poitrine », fait référence au pli membraneux devant la nageoire anale de S. esocinus, S. huegelii et S. niger, séparant légèrement les écailles des deux côtés de l'anus.

### Publication originale
- (de) Heckel, Fische aus Caschmir, Vienne, P.P. Mechitaristen, 1838, 112 p. (lire en ligne), p. 11-15.